# أماندا صبحي
أماندا صبحي (بالإنجليزية: Amanda Sobhy) هي لاعبة إسكواش أمريكية ولدت في يوم 29 يونيو 1993 في نيويورك لأب مصري وأم أمريكية. فازت ببطولة الولايات المتحدة أربعة مرات، كما فازت ببطولتي ماليزيا وهونغ كونغ. هي المصنفة الأولى للعبة على مستوى الولايات المتحدة وهي المصنفة السابعة على العالم. بالإضافة إلى الاسكواش فهي تخرجت من جامعة هارفارد في سنة 2015 بدراسة علم الإنسان الإجتماعي بالصحة الشخصية والعالمية.

## روابط خارجية
- أماندا صبحي على موقع الاتحاد الدولي لمحترفي الاسكواش (مؤرشف) (الإنجليزية)
- أماندا صبحي على موقع SquashInfo.com (الإنجليزية)